# Tour de l'Islot
La tour de l'Islot est un édifice situé dans la ville de Verdun, dans la Meuse en région Grand Est.

## Histoire
La tour de l'Islot est classée au titre des monuments historiques par arrêté du 26 décembre 1930.
La construction date du XIIIe siècle, le site subit une restauration au cours du XXe siècle.